# Vlag van Guerrero
De vlag van Guerrero toont het wapen van Guerrero centraal op een witte achtergrond, waarbij de hoogte-breedteverhouding van de vlag net als die van de Mexicaanse vlag 4:7 is. De vlag is op 25 oktober 2019 officieel aangenomen onder leiding van Héctor Astudillo Flores, wat werd bepaald in de Wet van het Wapen, de Vlag en het Volkslied.

## Historische vlaggen

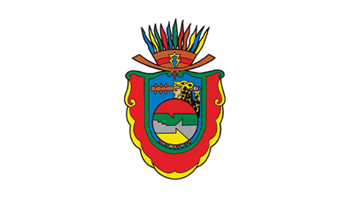
Vlag van Guerrero (1998).